# Bia Kicis
Beatriz "Bia" Kicis Torrents de Sordi (Resende, 19 de setembro de 1961) é uma advogada, ativista, e política brasileira, filiada ao Partido Liberal (PL) e atualmente deputada federal pelo Distrito Federal. É procuradora aposentada do Distrito Federal.
De posicionamentos políticos reacionários, tornou-se conhecida por seu ativismo em pautas como o voto impresso e o movimento "Escola sem Partido". Foi eleita deputada federal pelo Distrito Federal nas eleições de 2018 pelo PRP. Tem sido definida como uma política de extrema-direita e próxima a Jair Bolsonaro. Atualmente, também é colunista no portal Pleno News.

## Biografia
Nasceu em 19 de setembro de 1961, em Resende, Rio de Janeiro. Filha de Rubeni Torrents Pereira, engenheiro militar reformado, e de Leda Pfeil Kicis Torrents Pereira, formada em psicologia. Kicis formou-se em direito pela Universidade de Brasília.

## Carreira
Aos 23 anos teve seu primeiro trabalho, como advogada, no SERPRO. Em 1992, foi aprovada no concurso público para o cargo de Procuradora do Distrito Federal, sendo empossada em 13 de maio de 1992. Chegou à Chefia de Gabinete do Procurador-Geral, em dois mandatos diferentes; foi Procuradora-Geral Adjunta e Corregedora-Geral da Procuradoria, por dois mandatos. Aposentou-se no cargo de Subprocuradora-Geral do Distrito Federal em Janeiro de 2016.
Em 2015, fundou o Instituto Resgata Brasil. Também em 2015, foi convidada para ser um dos representantes, em Brasília, do Movimento Revoltados ON LINE. A partir de então, enveredou pelo ativismo político, na defesa das causas reacionárias e pelo combate à corrupção.

### Política
Em 2018, lançou a sua candidatura a Deputada Federal pelo Distrito Federal. Devido a restrições da Executiva Estadual do PSL, precisou filiar-se ao PRP. Foi eleita, pelo PRP, com 86.415 votos. Devido ao PRP não ter atingido a cláusula de barreira, fez, imediatamente após a sua posse, a filiação ao PSL.
Já como integrante da bancada do PSL, foi indicada e assumiu a Vice-presidência da CCJC – Comissão de Constituição e Justiça e de Cidadania, a Vice-liderança do Governo no Congresso Nacional, além de assumir a Presidência da Executiva do PSL, no Distrito Federal. Em 10 de março de 2021, foi eleita para o cargo de presidente da CCJC substituindo Felipe Francischini.
Bia Kicis foi autora do Projeto de lei 4650/20, que retira a obrigatoriedade do uso de máscaras para evitar a contaminação do coronavírus. A deputada afirmou que “não há evidências científicas para assegurar que o uso de máscara protege a população, principalmente quando se trata de máscaras de fabricação artesanal”.
Em 2022 foi reeleita Deputada Federal pelo Distrito Federal com 214.733 votos. Foi relatora da PEC que alterou as regras de perda da nacionalidade, que extinguiu a perda automática da cidadania brasileira de quem adquire uma outra.

#### Notícias falsas e desinformação sobre a pandemia
Em 9 de janeiro de 2019, em entrevista ao CB.Poder, passou algumas informações sobre Fábio Luís Lula da Silva, filho do ex-presidente Lula; uma checagem de fatos divulgada no Correio Braziliense demonstrou que a deputada veiculou informações falsas sobre ele. Algumas delas já eram conhecidas na internet.
Em outubro de 2019, compartilhou um vídeo que o presidente Jair Bolsonaro postara em suas redes sociais. Nele, três homens, que seriam das FARC (Forças Armadas Revolucionárias da Colômbia), associavam o ex-presidente Luiz Inácio Lula da Silva à organização criminosa. Mais tarde, a deputada apagou a mensagem e disse ser notícia falsa. Em junho de 2020, uma reportagem da Agência Pública mostrou que as redes sociais de Bia Kicis estão sob controle de empresas próximas ao governo Bolsonaro.
Segundo levantamento do Aos Fatos em dezembro de 2020, Bia Kicis foi uma das personalidades políticas que mais divulgaram desinformação na pandemia de COVID-19.
Em janeiro de 2021, a deputada foi apontada pela reportagem da Agência Pública como uma das responsáveis por incentivar a invasão do Capitólio dos Estados Unidos. Em fevereiro de 2021, a justiça arquivou um pedido de censura de Bia Kicis ao site Aos Fatos, após este ter apontado que a deputada era a congressista que mais disseminava notícias falsas sobre a COVID-19.

#### Possível expulsão do PSL
Em dezembro de 2019, o então presidente do PSL, Luciano Bivar, decidiu expulsar a deputada da coligação por grave infração ética e infidelidade partidária. Apesar disso, ela ainda permaneceu na legenda.
Uma nova ameaça de expulsão de Bia Kicis do PSL aconteceu em julho de 2020, após uma votação na Câmara em relação à PEC do Fundeb, na qual ela e mais cinco deputados do mesmo partido votaram contra o projeto. Dessa forma uma representação contra ela foi enviada ao conselho de ética do partido. Bia Kicis também perdeu a vice-liderança do governo na Câmara após seu voto.

#### Acusação de racismo
Em 27 de novembro de 2020, a deputada federal Bia Kicis publicou, em suas redes sociais, uma montagem com os rostos dos ex-ministros Sérgio Moro (Justiça) e Luiz Henrique Mandetta (Saúde) pintados de negro, sugerindo que ambos poderiam buscar vagas de emprego na rede Magazine Luiza, em referência ao programa de trainee apenas para negros anunciado pela empresa. A montagem mostra o rosto de Moro pintado, com uma peruca e a mensagem: "Desempregado, blogueiro Sérgio Moro faz mudança no visual para tentar emprego no Magazine Luiza". Ao lado, traz o rosto de Mandetta, também com peruca e a mensagem: "Sem emprego e cansado de errar o pico." O ex-ministro Mandetta acusou a postagem de racista e chula. Em 17 de novembro de 2021, o STF autorizou a investigação do caso. O ofendido afirma que, "na oportunidade, a Deputada Federal cometeu o delito tipificado no artigo 20, parágrafo segundo, da Lei n. 7.716/1989, pois com sua postagem, praticou, induziu e incitou a discriminação e o preconceito de raça e cor, no caso concreto a raça negra e a cor preta". A PGR apoia a investigação.

#### Ataques ao STF e apoio a intervenção militar
Segundo o levantamento do Aos Fatos de maio de 2020, Bia Kicis e um grupo de sete deputados investigados no Inquérito das fake news publicaram em média duas postagens por dia em rede social em um período de três meses, com desinformação ou mencionando o STF de forma crítica.
Em maio de 2020, Bia Kicis admitiu usar a imunidade parlamentar e xingou o ministro Celso de Mello. Dentre as ofensas proferidas, o chamou de "juiz de merda".
Em fevereiro de 2021, a Polícia Federal encontrou na casa do blogueiro Allan dos Santos material apontando que Bia Kicis se reuniu com o mesmo, onde defendeu uma intervenção militar no Brasil. A deputada tinha mencionado algo semelhante em maio de 2020, no plenário da Câmara dos Deputados, onde alegou que a "constituição previu, sim, um poder moderador", citando o constitucionalista Ives Gandra Martins, defensor da tese, argumento que foi amplamente usado por apoiadores do presidente Jair Bolsonaro para criticar o Supremo. Porém, essa tese é refutada pela Ordem dos Advogados do Brasil (OAB).

#### CCJ
Em fevereiro de 2021, Bia Kicis foi indicada para presidir o CCJ (Comissão de Constituição e Justiça). Sua indicação foi alvo de críticas de membros da Câmara e do STF. Foi lembrado que ela é investigada no Inquérito das Fake News e que a deputada, por ser bolsonarista, causaria desgaste com sua "batalha ideológica" no novo cargo.
Após a indicação de Bia Kicis ao CCJ, o Congresso em Foco, o Aos Fatos e o jornal Metrópoles publicaram artigos relembrando das polêmicas e das notícias falsas que a congressista promoveu. Escrevendo para O Antagonista, Wilson Lima apontou Jair Bolsonaro como o responsável pela indicação de Bia Kicis ao CCJ pois "o presidente afirmou a assessores e parlamentares que gostaria de ter um fiel aliado presidindo o colegiado mais importante da Casa. Essa manifestação ficou tácita durante uma reunião com a bancada bolsonarista, realizada em 27 de janeiro último. Na ocasião, Bolsonaro afirmou que “se Deus quiser, (iria) participar e influir na presidência da Câmara”. Bolsonaro quer um aliado no comando da CCJ para acelerar a sua pauta de costumes. Além disso, a CCJ também é responsável por analisar recursos do plenário da Câmara, pedidos de anistia e de intervenção federal. Ela foi eleita no dia 10 de março de 2021 com 41 votos. Na posse, disse que será "uma presidente da CCJ serena, democrática e inclusiva, a fim de zelar pela transparência e pela proporcionalidade garantida pelo nosso Regimento”.
No dia 17 de maio de 2021, deputados acusaram Bia Kicis de censurá-los na CCJ.

## Desempenho eleitoral
| Ano  | Eleição                       | Partido | Candidato a      | Votos   | %      | Resultado | Ref.   |
| ---- | ----------------------------- | ------- | ---------------- | ------- | ------ | --------- | ------ |
| 2018 | Distrital do Distrito Federal | PRP     | Deputada Federal | 86.415  | 6,00%  | Eleita    | [ 36 ] |
| 2022 | Distrital do Distrito Federal | PL      | Deputada Federal | 214.733 | 13,32% | Eleita    | [ 37 ] |